# Miksa Fenyő
Miksa Fenyő (n. 1877 - d. 1972) a fost un scriitor maghiar de origine evreiască.
1. 1 2  Miksa Fenyő, Autoritatea BnF
2. ↑   https://epa.oszk.hu/00000/00003/00030/nevmutato.html Lipsește sau este vid: |title= (ajutor)
3. ↑   https://epa.oszk.hu/00000/00003/00030/adattar.html Lipsește sau este vid: |title= (ajutor)